# Korbinian Holzer
Korbinian Holzer, född 16 februari 1988, är en tysk professionell ishockeyspelare som spelar för Anaheim Ducks i NHL. Han har tidigare spelat för Toronto Maple Leafs.
Han draftades i fjärde rundan i 2006 års draft av Toronto Maple Leafs som 111:e spelare totalt.